# 메이 머리
메이 머리(Mae Murray, 1885년 5월 10일 ~ 1965년 3월 23일)는 미국의 배우이다. 무성 영화 시대 유명했던 배우로, "벌에 쏘인 듯한 입술을 가진 여자"로 불렸다.